# 5207 Hearnshaw
5207 Hearnshaw (1988 HE) là một tiểu hành tinh vành đai chính được phát hiện ngày 15 tháng 4 năm 1988 bởi A. C. Gilmore và P. M. Kilmartin ở Lake Tekapo.